# اکلاک ایر
اکلاک ایر (به انگلیسی: Aklak Air) یک شرکت هواپیمایی با کد یاتا 6L است که در تاریخ ۱۹۷۷ میلادی تأسیس شده است.
دفتر مرکزی اکلاک ایر در نواحی شمال غرب واقع شده‌است.